# Giulești
Giulești is een wijk in het noordwesten van de Roemeense hoofdstad Boekarest. De naam komt waarschijnlijk van de Hongaarse voornaam Giula (Gyula) waarachter suffix ești werd geplaatst. Het Rapid-Giuleștistadion, Giuleștitheater, Podul Grant en Gara de Nord liggen allemaal in Giulești. Ook Grivița en het Moriimeer liggen nabij. Het gebied werd al een aantal millennia bewoond en Giulești geeft ook de naam aan de Giulești-Boiancultuur. De Boiancultuur heeft Muntenië (4e millennium v.Chr.) bewoond maar later hebben ze zich ook verspreid over Zuid-Moldavië en Zuid-Transsylvanië.
Districten: Sector 1 · Sector 2 · Sector 3 · Sector 4 · Sector 5 · Sector 6

Wijken: Băneasa · Berceni · Centru Civic · Colentina · Cotroceni · Crângași · Dristor · Drumul Taberei · Dudești · Ferentari · Floreasca · Giulești · Iancului · Lipscani · Militari · Obor · Olteniţei · Pantelimon · Pipera · Rahova · Tei · Titan · Văcăreşti · Vitan